# Stembert

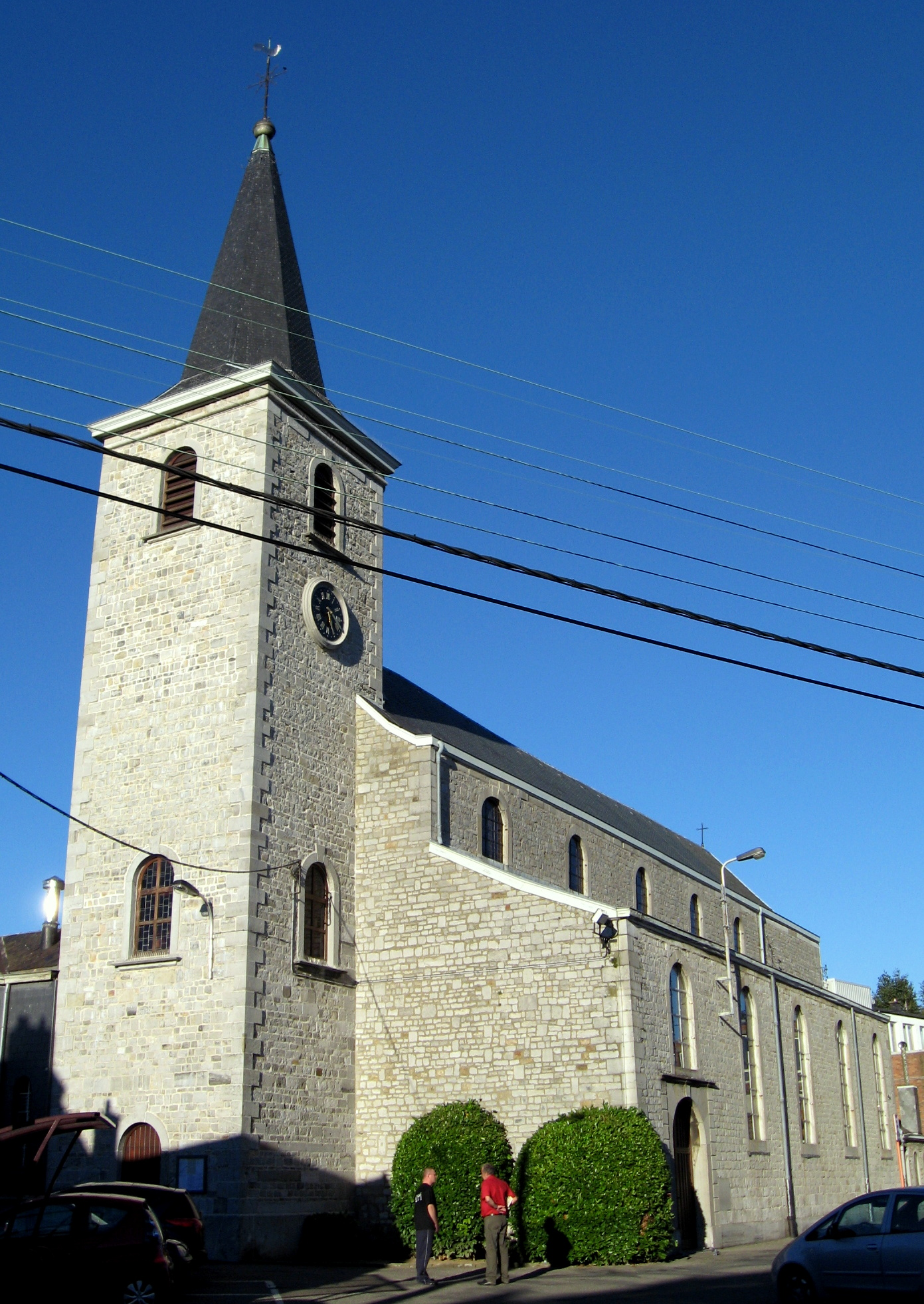
Église Saint Nicolas Stembert

Stembert (wallonisch: Stimbiè, deutsch veraltet: Steinberg) ist ein Stadtbezirk der belgischen Stadt Verviers in der Provinz Lüttich. In Stembert leben rund 8.700 Einwohner auf 6,36 km² (Stand: 2014).

## Beschreibung
Die Anfänge des Ortes gehen auf das 13. Jahrhundert zurück, als der Ort eine eigenständige Siedlung wurde, mit den Rechten einen eigenen Markt abzuhalten. Die Familie de Stembert, die dort über einen eigenen Herrensitz verfügte, ließ auch eine erste, der Heiligen Barbara gewidmete Kapelle errichten. Nachdem die Kapelle 1571 von reformierten niederländischen Truppen, die die Festung Limbourg belagerten, geplündert und niedergebrannt worden war, entstand 1591 eine eigene Pfarre. 1656 wurde Stembert zu einer eigenständigen Gemeinde erhoben. Die Pfarrkirche St. Nikolaus erhielt im 19. Jahrhundert einen durch den aus Verviers stammenden Maler Jean-Simon Renier (1818–1907), nach Vorbildern alter Meister geschaffenen Kreuzweg. Stembert war bis zur Gemeindefusion von 1977 eine eigenständige Gemeinde.

## Wirtschaft
- An einem Bachlauf im gelegenen Teil des Ortes befanden sich bis in die 1960er Jahre mehrere Textilfabriken, inzwischen sind dort mittelständische Unternehmen angesiedelt, gleiches gilt für den nördlich im Tal der Weser gelegenen Weiler Surdent, der eine eigenständige Pfarre bildete. Nachdem die Kirche Saint Jean-Baptiste 1954 niederbrannte, wurde 1957 die neue Kirche eingeweiht.
- In einer neueren Industriezone hat sich ein Hygieneartikelhersteller niedergelassen, der zur schwedischen Gruppe Svenska Cellulosa Aktiebolaget gehört.
- In Stembert befindet sich die verlassene „Caserne Major Cougniaux“, die ehemalige Garnisonskaserne von Verviers.

## Folklore
Jährlich findet während der örtlichen Kirmes, am 3. Juli-Wochenende in der „Salle Chanteloup“ ein Bierfest statt.

## Bildergalerie

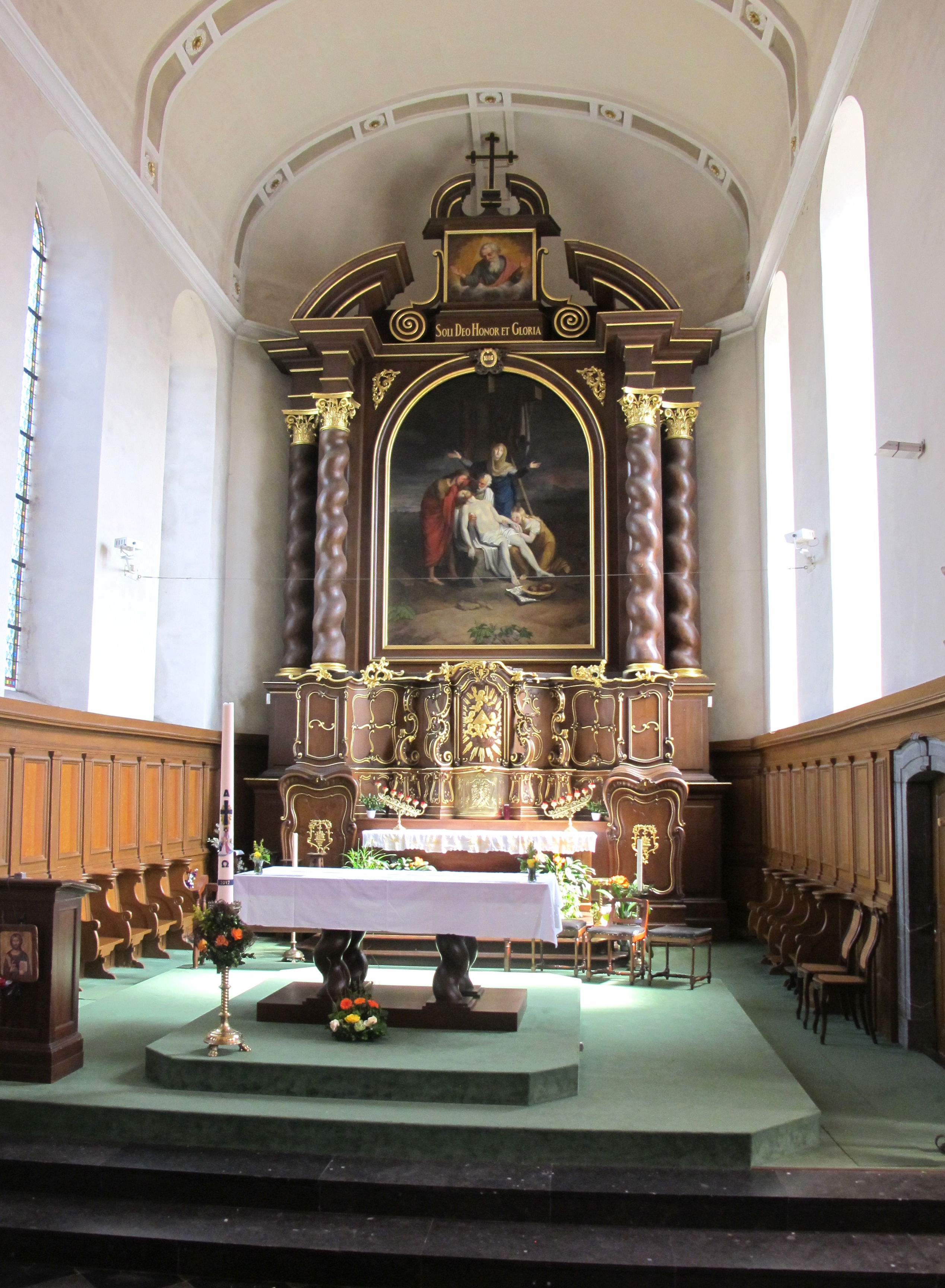
Chorraum und Altar, St. Nicolas
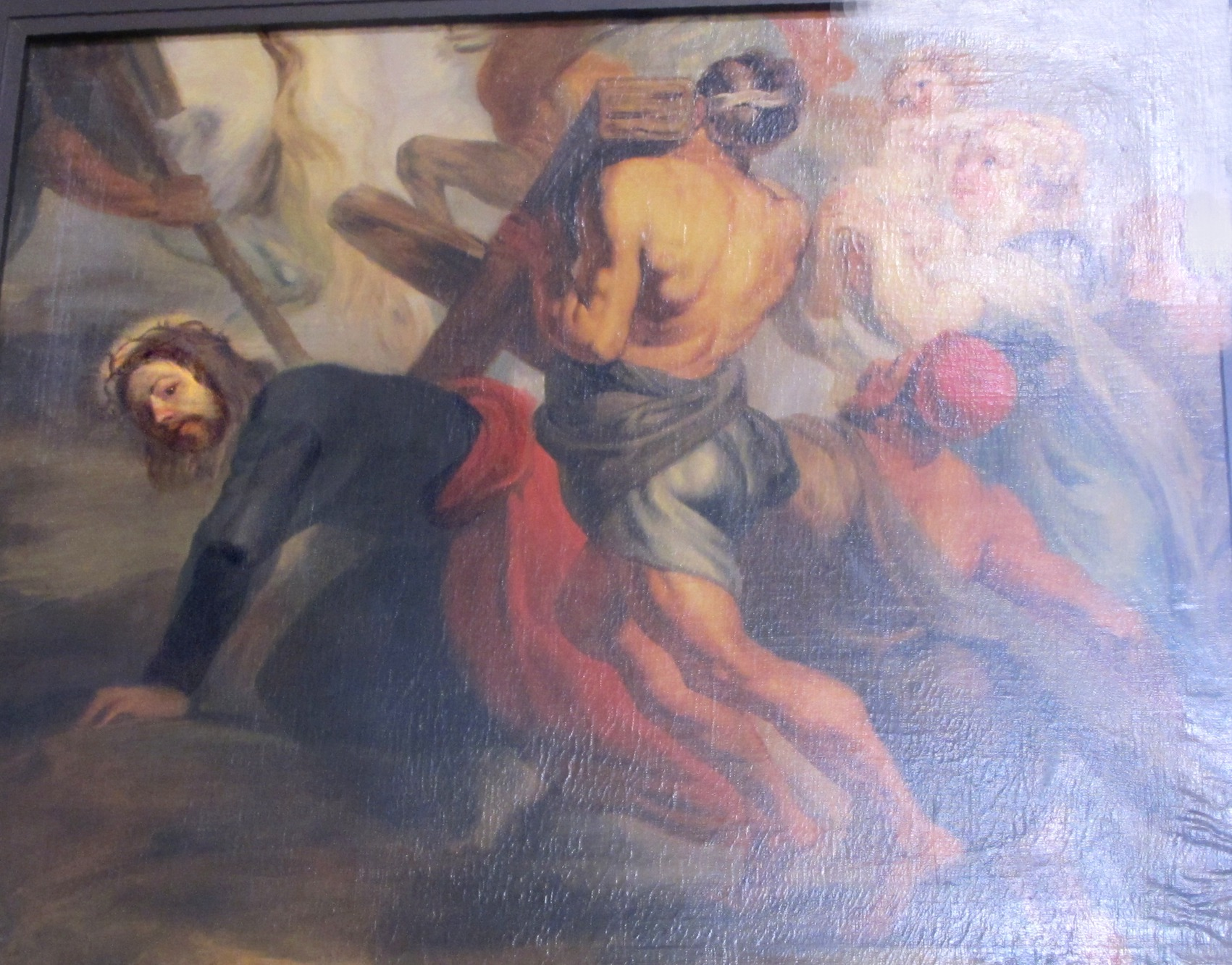
Kreuzwegstation J.S. Renier
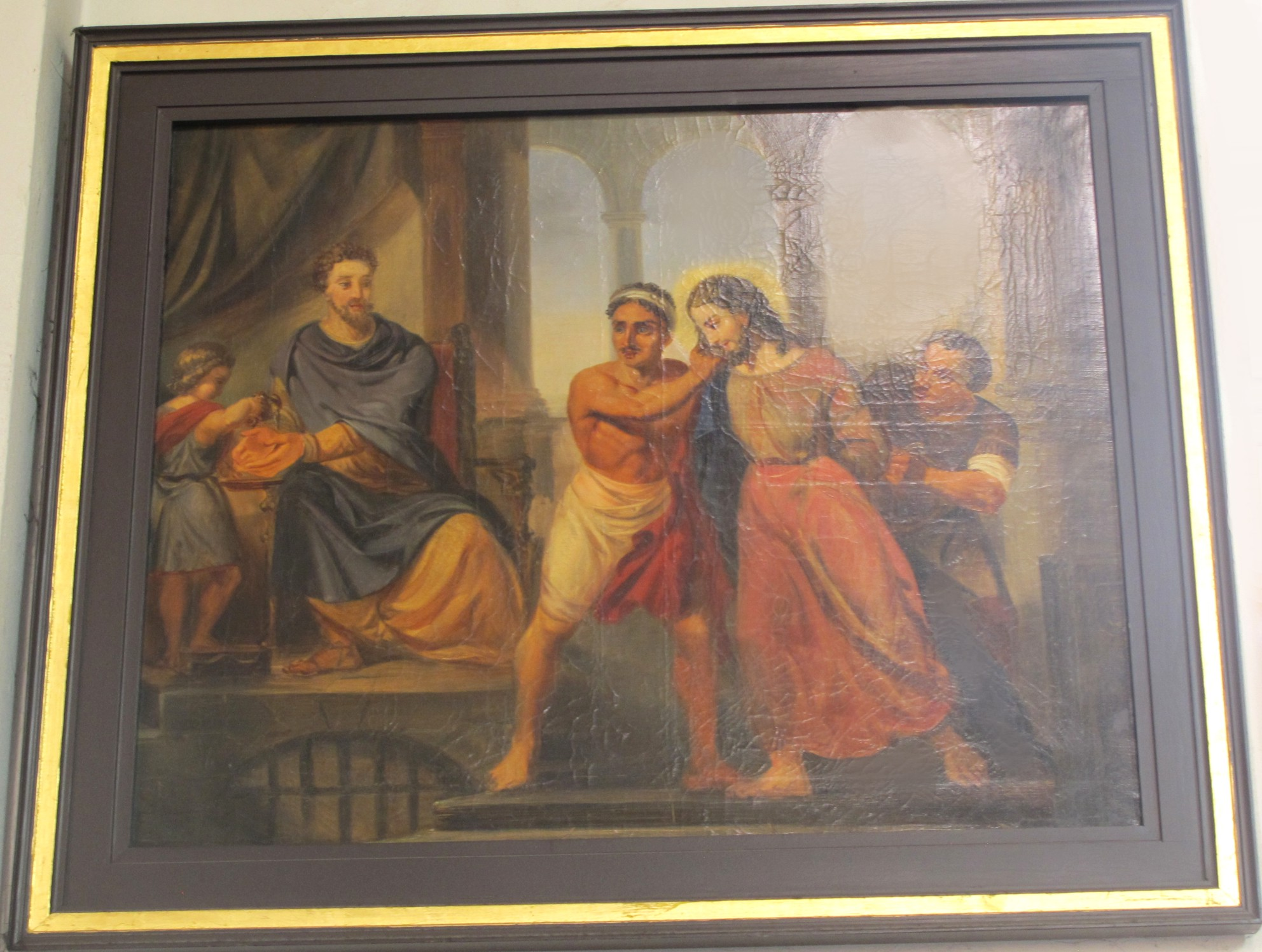
Kreuzwegstation J.S. Renier
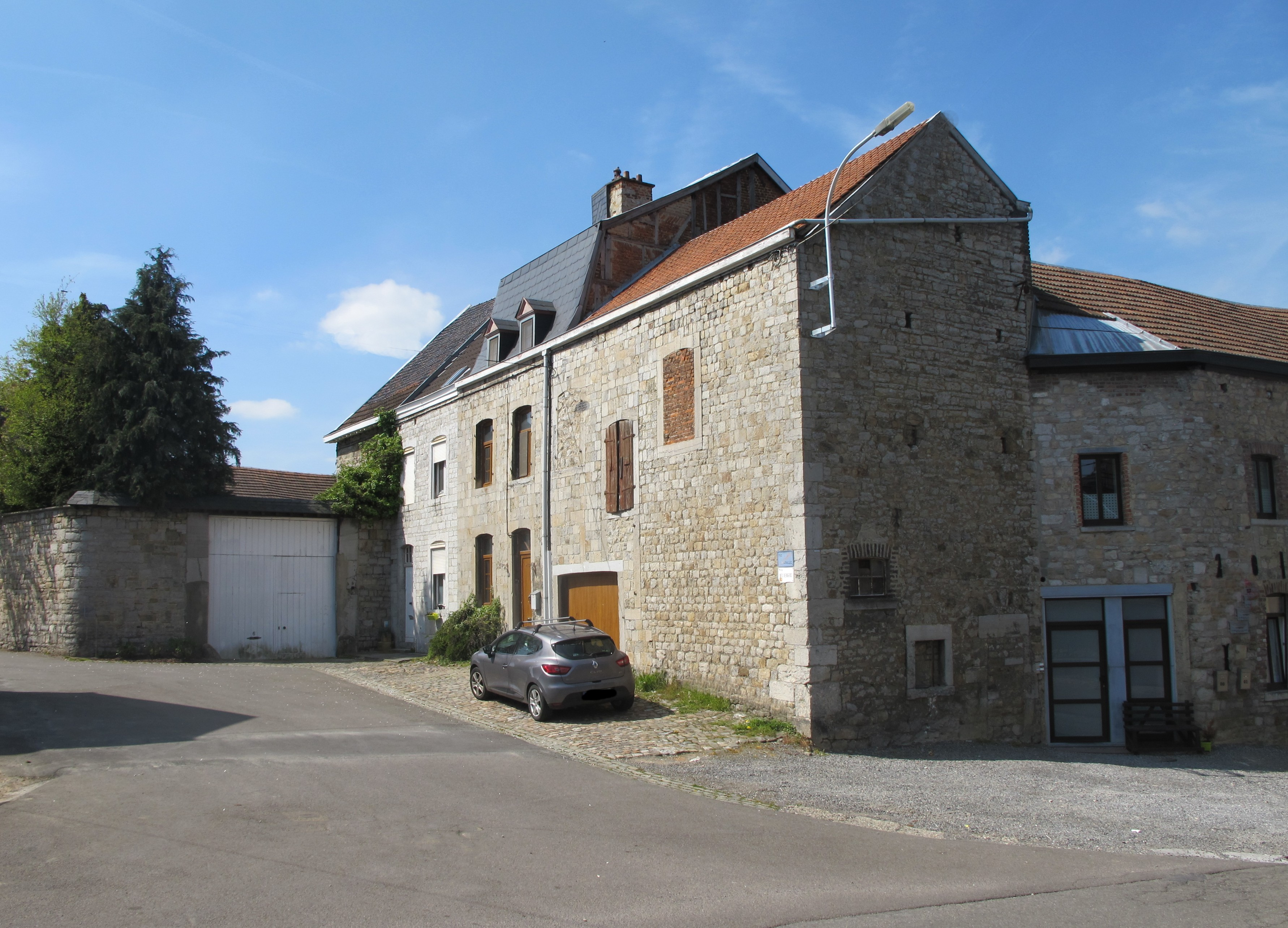
Historischer Gutshof im Ortszentrum